# Walpole G. Colerick

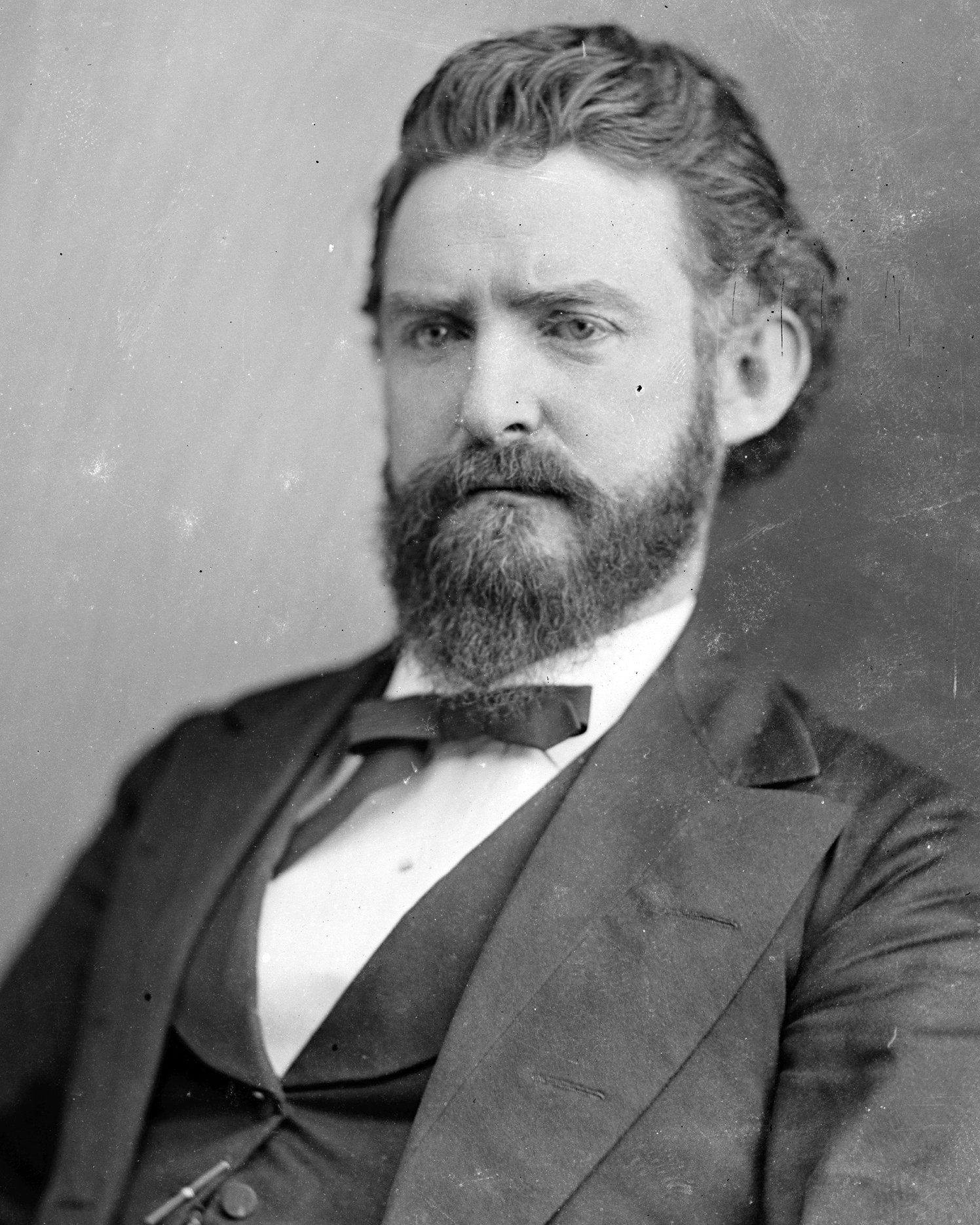
Walpole G. Colerick

Walpole Gillespie Colerick (* 1. August 1845 in Fort Wayne, Indiana; † 11. Januar 1911 ebenda) war ein US-amerikanischer Politiker. Zwischen 1879 und 1883 vertrat er den Bundesstaat Indiana im US-Repräsentantenhaus.

## Werdegang
Walpole Colerick besuchte die öffentlichen Schulen seiner Heimat. Nach einem anschließenden Jurastudium und seiner im Jahr 1872 erfolgten Zulassung als Rechtsanwalt begann er in Fort Wayne in diesem Beruf zu arbeiten. Gleichzeitig schlug er als Mitglied der Demokratischen Partei eine politische Laufbahn ein. Bei den Kongresswahlen des Jahres 1878 wurde er im zwölften Wahlbezirk von Indiana in das US-Repräsentantenhaus in Washington, D.C. gewählt, wo er am 4. März 1879 die Nachfolge von Andrew H. Hamilton antrat. Nach einer Wiederwahl konnte er bis zum 3. März 1883 zwei Legislaturperioden im Kongress absolvieren.
Zwischen 1883 und 1885 war Walpole Colerick als Court Commissioner am Obersten Gerichtshof seines Staates tätig. Danach arbeitete er wieder als Anwalt in Fort Wayne. Dort ist er am 11. Januar 1911 auch verstorben.